# مونشوایلر ان در رودالب
مونشوایلر ان در رودالب (به آلمانی: Münchweiler an der Rodalb) یک شهر در آلمان است که در زودوستپفالتس واقع شده‌است. مونشوایلر ان در رودالب ۲٬۹۹۴ نفر جمعیت دارد.